# Unidad de seguimiento GPS
Una unidad de seguimiento GPS o tracker GPS, es un dispositivo que utiliza el sistema de posicionamiento global (GPS) para determinar la localización exacta de un vehículo, persona, u otro activo al que se adjunta y para registrar la posición del activo a intervalos regulares. Los datos de ubicación grabados se pueden almacenar en la unidad de seguimiento, o puede ser transmitidos a una base de datos de localización central, o un ordenador conectado a Internet, utilizando un móvil (GPRS o SMS), radio o módem satelital integrado en la unidad. Esto permite la localización de los activos sobre un plano de fondo, ya sea en tiempo real o bien al analizar la pista posteriormente, mediante software de seguimiento GPS.
Cuando se utiliza para saber la localización de niños y personas mayores, se suele denominar localizador personal GPS. En este caso, también suele poder permitir la comunicación mediante un sencillo teléfono móvil.
Una unidad de rastreo GPS o unidad de geolocalización es un dispositivo de navegación GPS normalmente transportado por un vehículo en movimiento o una persona o animal que utiliza el Sistema de Posicionamiento Global (GPS) para rastrear los movimientos del dispositivo y determinar su posición geográfica. (georeferenciación). Los datos de localización registrados pueden ser almacenados dentro de la unidad de rastreo o transmitidos a un dispositivo conectado a Internet usando el enrutamiento de la red celular. (GPRS o SMS), radio, o módem por satélite incrustados en la unidad. Esto permite que la ubicación se muestre en un mapa en tiempo real o cuando se analice el rastro más tarde, usando el software de rastreo GPS. El software de rastreo de datos está disponible para teléfonos inteligentes con capacidad GPS.

## Arquitectura
Un "rastreo" GPS contiene esencialmente un módulo GPS que recibe la señal GPS y calcula las coordenadas. Para los registradores de datos, contiene una gran memoria para almacenar las coordenadas. Los empujadores de datos contienen además un módem GSM/GPRS/CDMA/LTE para transmitir esta información a un ordenador central ya sea a través de SMS o GPRS en forma de paquetes IP. Las unidades de rastreo GPS basadas en satélites operarán en cualquier lugar del mundo utilizando tecnología satelital como GlobalStar o Iridium. No requieren una conexión celular.

## Tipos
Hay tres tipos de rastreadores de GPS, aunque la mayoría de los teléfonos con GPS pueden funcionar en cualquiera de estos modos dependiendo de la aplicación móvil instalada:

### Registradores de datos

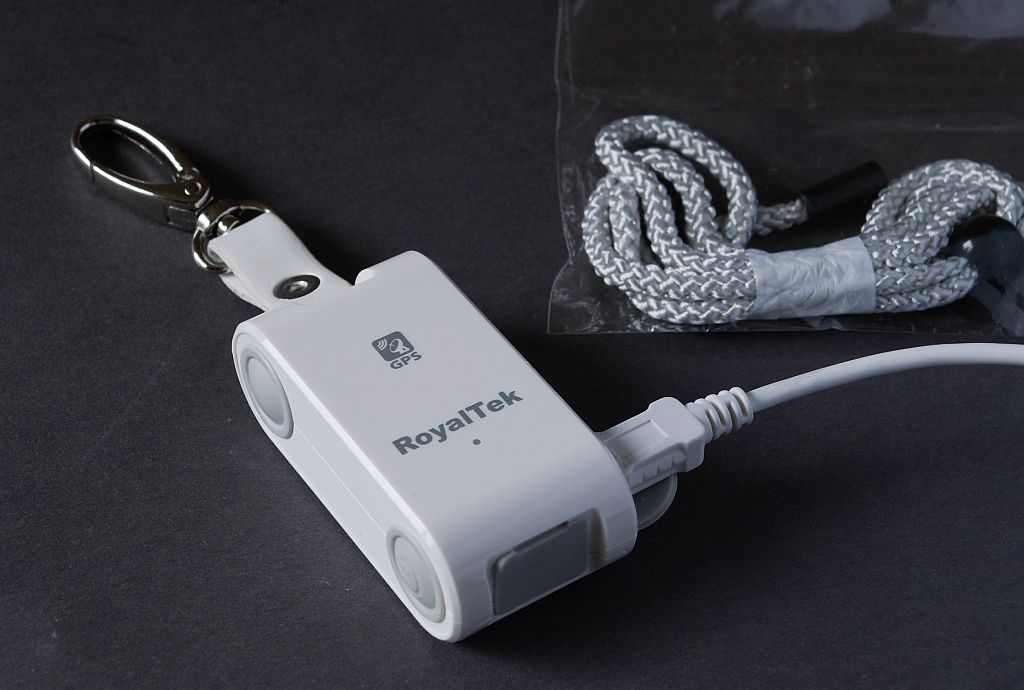
Typical GPS logger

Los registradores de GPS log la posición del dispositivo a intervalos regulares en su memoria interna. Los registradores de GPS pueden tener una ranura tarjeta de memoria o una tarjeta de memoria flash interna y un puerto USB. Algunos actúan como una unidad flash USB, que permite descargar los datos del registro de la pista para un análisis posterior de la computadora. La lista de rastreo o la lista de puntos de interés puede estar en GPX, KML, NMEA u otro formato.
La mayoría de las cámaras digitales guardan el tiempo en que se tomó una foto. Siempre que el reloj de la cámara sea razonablemente preciso o utilice el GPS como fuente de tiempo, este tiempo puede ser correlacionado con los datos de registro del GPS, para proporcionar una ubicación exacta. Esto puede añadirse a los metadatos Exif del archivo de la foto. Cámaras con un receptor de GPS incorporado pueden producir directamente tal fotografía geoetiquetada.
En algunos casos de investigación privada, se utilizan registradores de datos para seguir el rastro de un vehículo objetivo. El investigador privado no tiene que seguir el objetivo muy de cerca, y siempre tiene una fuente de datos de respaldo.

### Pulsores de datos
Un empujador de datos es el tipo más común de unidad de rastreo de GPS, utilizado para sistemas de rastreo de bienes, rastreo personal y rastreo de vehículos.
También conocido como "baliza GPS", este tipo de dispositivo empuja (es decir, "envía"), a intervalos regulares, la posición del dispositivo así como otra información como velocidad o altitud a un determinado servidor (informático), que puede almacenar y analizar los datos instantáneamente.
Un dispositivo de navegación GPS y un teléfono móvil se encuentran uno al lado del otro en la misma caja, alimentados por la misma batería. A intervalos regulares, el teléfono envía un mensaje de texto vía SMS o GPRS, que contiene los datos del receptor GPS. El software de rastreo GPS más reciente integrado en el GPS smartphone puede convertir el teléfono en un dispositivo de empuje (o registro) de datos. A partir de 2009, las aplicaciones open source y proprietary están disponibles para los teléfonos comunes habilitados para Java ME, iPhone, Android, Windows Mobile y Symbian.
La mayoría de los rastreadores de GPS del siglo XXI proporcionan una tecnología de "empuje" de datos, que permite un rastreo sofisticado de GPS en entornos empresariales, específicamente en organizaciones que emplean una fuerza de trabajo móvil, como una flota comercial. Los sistemas típicos de rastreo del SPG utilizados en la gestión de flotas comercial tienen dos partes fundamentales: el equipo de localización (o dispositivo de rastreo) y el software de rastreo. Esta combinación suele denominarse sistema de localización automática de vehículos. El dispositivo de rastreo suele estar cableado e instalado en el vehículo, conectado al CAN-bus, al sistema de encendido, a la batería. Permite la recolección de datos adicionales, que luego se transfieren al servidor de rastreo GPS. Allí está disponible para su visualización, en la mayoría de los casos a través de un sitio web al que se accede por Internet, donde se puede ver la actividad de la flota en vivo o históricamente utilizando mapas e informes digitales.
Los sistemas de rastreo por GPS utilizados en las flotas comerciales suelen estar configurados para transmitir datos de localización y de entrada de telemetría a una tasa de actualización establecida o cuando un evento (apertura/cierre de puertas, encendido/apagado de equipo auxiliar, geocerca cruce de fronteras) hace que la unidad transmita datos. El rastreo por GPS en vivo utilizado en flotas comerciales generalmente se refiere a sistemas que se actualizan regularmente a intervalos de un minuto, dos minutos o cinco minutos mientras el estado de ignición está encendido. Algunos sistemas de rastreo combinan actualizaciones cronometradas con actualizaciones activadas por cambios de rumbo.
Soluciones de rastreo GPS como Telemática 2.0, una tecnología IoT basada en telemática para la industria automotriz, están siendo usadas por las principales compañías de seguros de autos comerciales.
Las aplicaciones de los rastreadores de este tipo incluyen:
"GPS personal"
- Control de la carrera: en algunos deportes, como el de deslizamiento, se requiere que los participantes lleven un rastreador. En particular, esto permite a los oficiales de la carrera saber si los participantes están haciendo trampa, tomando atajos inesperados, y cuán lejos están. Este uso fue ilustrado en la película Rat Race.
- Un sospechoso arrestado bajo fianza puede tener que usar un rastreador GPS, normalmente un monitor de tobillo, como condición para la fianza. El rastreo por GPS también puede ser ordenado para personas sujetas a una orden de restricción.[12][13]
- Un rastreador sobre una persona o un vehículo permite el seguimiento de los movimientos.
- Rastreo de vehículos: algunas personas usan unidad de rastreo GPS para monitorear la actividad de su propio vehículo, especialmente en el caso de que un vehículo sea usado por un amigo o un miembro de la familia.
- Los dispositivos de rastreo personal GPS se utilizan en el cuidado de los ancianos y vulnerables, y pueden ser usados para rastrear a niños pequeños que pueden ponerse en peligro.[14] Algunos dispositivos pueden enviar alertas de texto a los cuidadores si el portador se mueve a un lugar inesperado. Algunos dispositivos permiten a los usuarios llamar para pedir ayuda, y opcionalmente permiten a los cuidadores designados localizar la posición del usuario, típicamente dentro de cinco a diez metros. Su uso ayuda a promover la vida independiente y la inclusión social de los ancianos. Los dispositivos a menudo incorporan una comunicación de voz unidireccional o bidireccional. Algunos dispositivos también permiten al usuario llamar a varios números de teléfono usando botones de marcación rápida preprogramados. En varios países se están llevando a cabo ensayos con dispositivos de rastreo personal por GPS para personas que sufren de demencia en etapas tempranas. La comunicación de texto y de voz se suele proporcionar mediante una conexión a telefonía móvil, pero existen dispositivos de GPS que utilizan comunicaciones por satélite, siempre disponibles aunque estén fuera del alcance de la telefonía móvil.[15]
- Algunos pioneros de la Internet Web 2.0 han creado sus propias páginas web personales que muestran su posición constantemente, y en tiempo real, en un mapa dentro de su sitio web. Estas normalmente usan datos empujados desde un teléfono celular con GPS o un rastreador GPS personal.
- Deportes: los movimientos de un excursionista, ciclista, etc., pueden ser rastreados. Estadísticas como la velocidad instantánea y promedio, y la distancia recorrida, se registran.[8]
- Deportes de aventura: Los dispositivos de rastreo GPS como el SPOT Satellite Messenger están disponibles para permitir el seguimiento de la posición de una persona. En particular, esto permite al personal de rescate localizar al portador. Estos dispositivos también permiten al portador enviar mensajes y alertas de emergencia, incluso cuando está fuera del rango del teléfono celular.[15]
- Monitoreo de empleados: Los dispositivos de rastreo manejados por GPS con un teléfono celular incorporado se utilizan para monitorear a los empleados de varias empresas, especialmente a los que realizan trabajo de campo.

#### Rastreo de activos
- Alimentado por energía solar: la ventaja de algunas unidades alimentadas por energía solar es que tienen mucha más energía durante su vida útil que las unidades alimentadas por baterías. Esto les da la ventaja de informar su posición y estado mucho más a menudo que las unidades de batería que necesitan conservar energía para extender su vida. Algunas unidades inalámbricas alimentadas por energía solar, como el RailRider, pueden informar más de 20.000 veces al año y funcionan indefinidamente con energía solar, eliminando la necesidad de cambiar las baterías.
- Monitoreo de animales (seguimiento de vida silvestre por GPS): cuando se pone en un animal salvaje (por ejemplo, en un collar de GPS), permite a los científicos estudiar las actividades y los patrones de migración del animal. Los transmisores de implantes vaginales marcan el lugar donde las hembras embarazadas dan a luz.[16] collar de rastreo de animales también se puede poner en los animales domésticos, para localizarlos en caso de que se pierdan.

#### Rastreadores de aviones
Las aeronaves pueden ser rastreadas ya sea por ADS-B (principalmente aviones de pasajeros y de aviación general con salida ADS-B habilitada transpondedor), o por FLARM paquetes de datos recogidos por una red de estaciones terrestres (utilizadas principalmente por aeronaves de aviación general, planeadores y vehículos aéreos no tripulados), ambos de los cuales son empujadores de datos. El ADS-B será reemplazado por el ADS-C, un extractor de datos.

### Rastreadores de datos GPS
Los rastreadores de datos GPS también se conocen como "transpondedores GPS". A diferencia de los empujadores de datos que envían la posición de los dispositivos a intervalos regulares (tecnología de empuje), estos dispositivos están siempre encendidos y pueden ser consultados tan a menudo como sea necesario (tecnología de tiro). Esta tecnología no es de uso generalizado, pero un ejemplo de este tipo de dispositivo es una computadora conectada a Internet y que funciona gpsd.
A menudo se puede utilizar en el caso de que la ubicación del rastreador sólo tenga que conocerse ocasionalmente, por ejemplo, si se coloca en bienes que puedan ser robados, o si no tiene una fuente de energía constante para enviar datos de manera regular, como carga o contenedores.
Los rastreadores de datos se utilizan cada vez más en forma de dispositivos que contienen un receptor GPS y un teléfono móvil que, cuando se envía un mensaje especial SMS, responden al mensaje con su ubicación.

### Rastreadores GPS encubiertos
Los rastreadores GPS encubiertos contienen la misma electrónica que los rastreadores GPS normales, pero están construidos de tal manera que parecen ser un objeto cotidiano. Uno de los usos de los rastreadores encubiertos de GPS es la protección de las herramientas eléctricas; estos dispositivos pueden ocultarse dentro de las cajas de herramientas eléctricas y ser rastreados si se produce un robo.

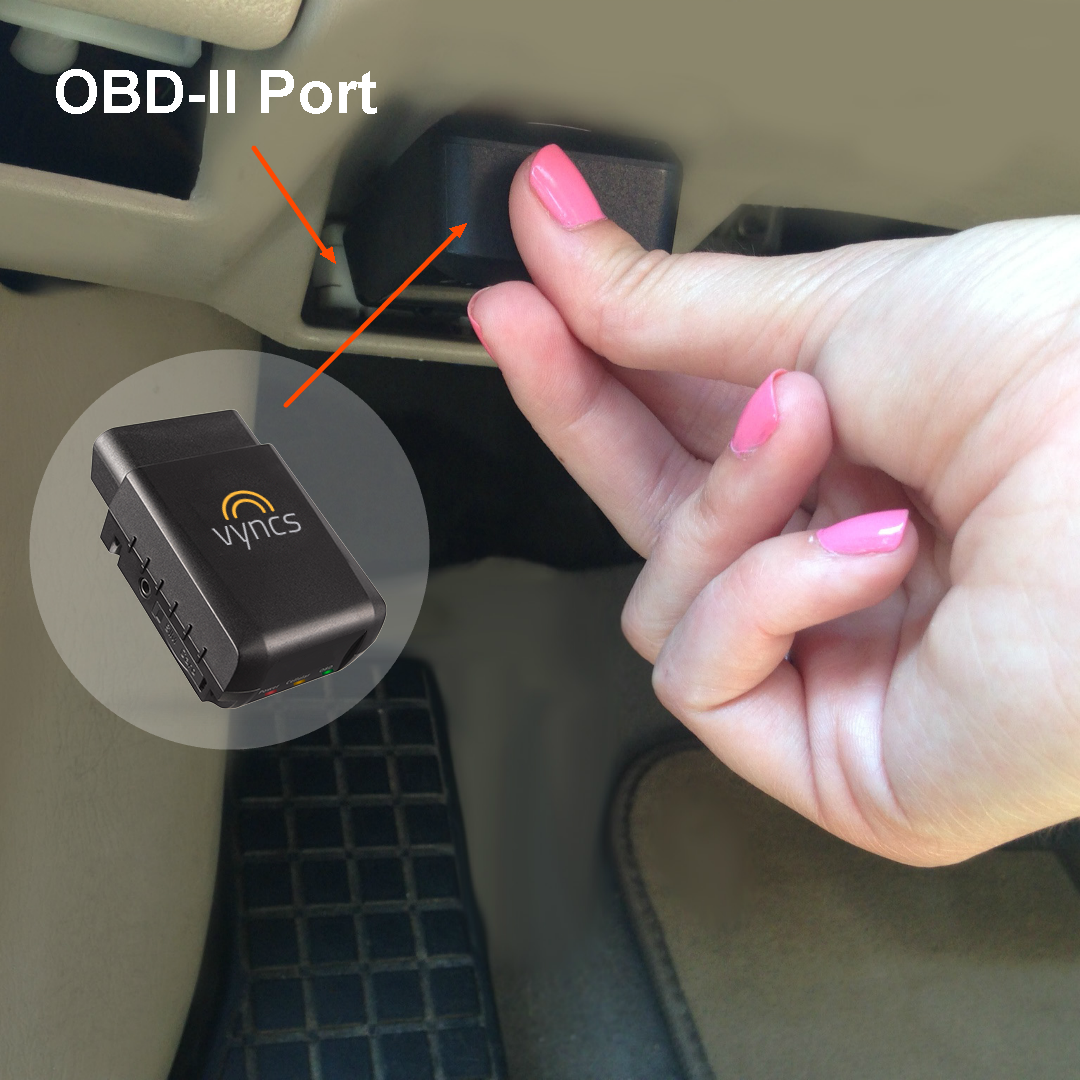
An OBD GPS Tracker being inserted into the OBD-II port of a car

### Vehículo OBD rastreadores GPS
Los rastreadores GPS OBD se conectan al puerto de diagnóstico a bordo (OBD) de un vehículo ligero o mediano. Por lo general, un rastreador de GPS OBD toma la energía del propio puerto OBD y contiene una antena incorporada junto con un módulo de GPS para recibir la señal de GPS. Además, los rastreadores OBD se comunican con los diferentes subsistemas del vehículo para recibir datos relacionados con el diagnóstico del vehículo y el consumo de combustible. Un rastreador celular de GPS OBD se comunica directamente con la torre celular para enviar la ubicación y otros datos de rendimiento del vehículo al servidor a través de una red inalámbrica celular. Los usuarios pueden ver la información utilizando un software autónomo o un navegador web desde un ordenador de sobremesa/portátil o utilizando aplicaciones de teléfonos inteligentes o a través de comandos SMS.

## Legislación

### Ley australiana
Australia no tiene leyes federales que cubran el uso de la vigilancia de rastreo por GPS. Sin embargo, la mayoría de los estados tienen estatutos que cubren su uso. Los únicos estados que no tienen estatutos específicos son Queensland y Tasmania. Tanto Nueva Gales del Sur como el Territorio de la Capital Australiana tienen las leyes más estrictas.
 Nueva Gales del Sur, Ley de Vigilancia del Lugar de Trabajo de NSW 2005'
El permiso para vigilar a los empleados debe ser por escrito no menos de 14 días antes de que comience el rastreo por GPS. Dentro de la solicitud por escrito debe incluir información como el tipo de vigilancia, el método de recopilación de datos y el plazo de tiempo
Cualquier dispositivo de vigilancia debe tener una señalización claramente visible que indique lo que es.
Restricciones en la colocación de los dispositivos y el uso de los datos recogidos:
La vigilancia del trabajo sólo se permite cuando el empleado está trabajando para el empleado.
Los registros de vigilancia no se comparten o divulgan a menos que el uso esté relacionado con actividades comerciales legítimas, la divulgación a las fuerzas del orden, o cualquier amenaza inminente de violencia
Territorio del Norte, Ley de Dispositivos de Vigilancia de NT 2007
De conformidad con la Ley de dispositivos de vigilancia de 2007, es delito instalar un dispositivo de rastreo GPS para seguir a alguien sin su consentimiento expreso o implícito en el Territorio del Norte.
Australia Occidental, Ley de dispositivos de vigilancia de 1998
El empleado debe dar su consentimiento para la instalación de los dispositivos y para ser vigilado. 
El incumplimiento de esto incurrirá en una pena máxima de 50.000 dólares.
Está prohibido escuchar o grabar tanto con la cámara como con el micrófono cualquier conversación privada.
Victoria, La Ley de Dispositivos de Vigilancia de 1999
Consentimiento del empleado a la vigilancia (implícito o expreso)
Compartir grabaciones de vigilancia GPS sólo se permite cuando es necesario para la protección de los intereses legítimos del empleador.

### Ley de los Estados Unidos
En los Estados Unidos, el uso de los rastreadores GPS por las autoridades gubernamentales está limitado por la 4ª Enmienda de la Constitución de los Estados Unidos. Así que la policía, por ejemplo, normalmente requiere una orden de registro. Mientras que la policía ha colocado rastreadores GPS en vehículos sin una orden, este uso fue cuestionado en la corte a principios de 2009.
El uso por parte de ciudadanos privados está regulado en algunos estados, como California, donde la sección 637.7 del Código Penal de California establece: 

a) Ninguna persona o entidad de este Estado utilizará un dispositivo electrónico de rastreo para determinar la ubicación o el movimiento de una persona. 

b) La presente sección no se aplicará cuando el propietario, el arrendatario o el arrendatario registrado de un vehículo haya consentido en el uso del dispositivo electrónico de rastreo con respecto a ese vehículo.
 
c) La presente sección no se aplicará al uso lícito de un dispositivo de rastreo electrónico por parte de un organismo encargado de hacer cumplir la ley.
 
d) Tal como se utiliza en esta sección, por "dispositivo electrónico de rastreo" se entiende cualquier dispositivo fijado a un vehículo u otro objeto móvil que revele su ubicación o movimiento mediante la transmisión de señales electrónicas.
 
e) La violación de esta sección es un delito menor.
f) La violación de este artículo por una persona, negocio, firma, empresa, compañía, asociación, sociedad o corporación con licencia en virtud de la División 3 (a partir del artículo 5000) del Código de Negocios y Profesiones constituirá un motivo para la revocación de la licencia expedida a esa persona, negocio, firma, compañía, asociación, sociedad o corporación, de conformidad con las disposiciones que prevén la revocación de la licencia como se establece en la División 3 (a partir del artículo 5000) del Código de Negocios y Profesiones.
Obsérvese que el 637,7 se refiere a todos los dispositivos de rastreo electrónico, y no distingue entre los que dependen de la tecnología GPS o no. A medida que las leyes se pongan al día con los tiempos, es plausible que los 50 estados finalmente promulguen leyes similares a las de California.
Las leyes penales estatales de intervención de teléfonos (por ejemplo, la ley de intervención de teléfonos de la Commonwealth de Massachusetts, que es sumamente restrictiva) pueden abarcar el uso de dispositivos de rastreo por GPS por parte de ciudadanos particulares sin el consentimiento de la persona que está siendo rastreada. La privacidad también puede ser un problema cuando las personas usan los dispositivos para rastrear las actividades de un ser querido. Los dispositivos de rastreo GPS también han sido colocados en las estatuas religiosas para rastrear el paradero de la estatua si es robada.
En 2009, se debatió una propuesta de Georgia para prohibir el rastreo oculto por GPS, con una excepción para agente de la ley pero no para investigador privado. Véase Georgia HB 16 - Dispositivo de rastreo electrónico; localización de una persona sin consentimiento (2009).

### Ley del Reino Unido
La legislación del Reino Unido no ha abordado específicamente el uso de los rastreadores GPS, pero varias leyes pueden afectar el uso de esta tecnología como herramienta de vigilancia.
"Ley de protección de datos de 1998"
Es evidente que si las instrucciones del cliente (escritas o transmitidas digitalmente) que identifican a una persona y a un vehículo se combinan con un rastreador, la información reunida por el rastreador se convierte en datos personales según la definición de la Ley de protección de datos de 1998. El documento "¿Qué son los datos personales? - Una guía de referencia rápida" publicada por la Oficina del Comisionado de Información (ICO) deja claro que los datos que identifican a un individuo vivo son datos personales. Si un individuo vivo puede ser identificado a partir de los datos, con o sin la información adicional que pueda estar disponible, es un dato personal.
"Identificabilidad"
Un individuo es "identificado" si se distingue de los demás miembros de un grupo. En la mayoría de los casos el nombre de un individuo, junto con alguna otra información, será suficiente para identificarlo, pero una persona puede ser identificada incluso si su nombre no es conocido. Empiece por examinar los medios disponibles para identificar a un individuo y la medida en que esos medios están a su disposición.
¿"Los datos se refieren" al individuo vivo identificable, ya sea en la vida personal o familiar, en los negocios o en la profesión?
Se relaciona con los medios: Los datos que identifican a un individuo, incluso sin un nombre asociado, pueden ser datos personales que se procesan para aprender o registrar algo sobre ese individuo, o el procesamiento de información que afecta al individuo. Por lo tanto, los datos pueden "relacionarse" con un individuo de varias maneras diferentes.
"¿Los datos "se refieren obviamente a un individuo en particular?"
Los datos "obviamente sobre" un individuo incluirán su historial médico, antecedentes penales, antecedentes laborales o sus logros en una actividad deportiva. Los datos que no son "obviamente sobre" un individuo en particular pueden incluir información sobre sus actividades. Los datos como los extractos bancarios personales o las facturas telefónicas detalladas serán datos personales sobre el individuo que opera la cuenta o contrata servicios telefónicos. Cuando los datos no son "obviamente sobre" una persona identificable, puede ser útil considerar si los datos se están procesando, o podrían procesarse fácilmente, para conocer, registrar o decidir algo sobre una persona identificable. La información puede ser datos personales cuando el objetivo, o una consecuencia incidental, del tratamiento, es que se aprenda o se registre algo sobre una persona identificable, o el tratamiento podría afectar a una persona identificable. Los datos de un Rastreador serían para identificar al individuo o sus actividades. Por consiguiente, se trata de datos personales en el sentido de la Ley de protección de datos de 1998.
Toda persona que desee recopilar datos personales debe registrarse en la Oficina del Comisionado de Información. (ICO) y tener un número DPA. Es un delito penal procesar datos y no tener un número DPA.
"Invadir"
Puede ser una infracción civil que un individuo despliegue un rastreador en el coche de otro. Pero en la inspección anual de la OSC, el Comisionado Jefe de Vigilancia de la OSC Sir Christopher Rose declaró que "poner un brazo en un paso de rueda o bajo el marco de un vehículo es forzar el concepto de allanamiento".
Sin embargo, entrar en el terreno privado de una persona para desplegar un rastreador es claramente una infracción que es un agravio civil.
"Ley de prevención del acoso de 1997"
A veces, el público malinterpreta la vigilancia, en todas sus formas, como acoso. Si bien no existe una legislación específica para abordar este tipo de acoso, un patrón a largo plazo de esfuerzos persistentes y repetidos en el contacto con una víctima en particular se considera generalmente como acecho.
La Ley de Protección de las Libertades de 2012 creó dos nuevos delitos de acecho mediante la inserción de nuevas secciones 2A y 4A en la PHA 1997. Los nuevos delitos que entraron en vigor el 25 de noviembre de 2012, no son retrospectivos. La sección 2A (3) de la PHA 1997 establece ejemplos de actos u omisiones que, en circunstancias particulares, son los asociados con el acecho. Los ejemplos son: seguir a una persona, vigilarla o espiarla, o forzar el contacto con la víctima a través de cualquier medio, incluidos los medios de comunicación social.
Tal comportamiento restringe la libertad de la víctima, dejándola con la sensación de que tiene que ser constantemente cuidadosa. En muchos casos, la conducta puede parecer inocente (si se considera de forma aislada), pero cuando se lleva a cabo repetidamente, de forma que equivale a un curso de conducta, puede entonces causar una alarma, un acoso o una angustia significativa a la víctima.
Los ejemplos que se dan en la sección 2A 3) no son una lista exhaustiva, sino una indicación de los tipos de comportamiento que pueden mostrarse en un delito de acecho.
El acecho y el hostigamiento de otra u otras personas pueden incluir una serie de delitos como los previstos en la Ley de protección contra el hostigamiento de 1997; la Ley de delitos contra la persona de 1861; la Ley de delitos sexuales de 2003; y la Ley de comunicaciones malintencionadas de 1988.
Entre los ejemplos de los tipos de conducta que suelen asociarse con el acecho cabe citar la comunicación directa; el seguimiento físico; el contacto indirecto a través de amigos, colegas, familia o tecnología; u otras intrusiones en la intimidad de la víctima. El comportamiento restringe la libertad de la víctima, dejándola con la sensación de que tiene que tener cuidado constantemente.
Si el sujeto de la investigación es consciente del seguimiento, entonces esto puede equivaler a un acoso según la Ley de Prevención del Acoso de 1997. Hay un caso en los Tribunales Reales de Justicia en el que un investigador privado está siendo demandado en virtud de esta ley por el uso de rastreadores. En diciembre de 2011 se presentó una demanda contra Richmond Day & Wilson Limited (primer demandado) y Bernard Matthews Limited (segundo demandado), principal proveedor de Gran Bretaña en Turquía.
El caso se relaciona con el descubrimiento de un dispositivo de rastreo encontrado en agosto de 2011 en un vehículo supuestamente conectado al Santuario Animal de Hillside.
"Ley de Regulación de los Poderes de Investigación de 2000"
Interferencia de la propiedad: El Ministerio del Interior publicó un documento titulado "Vigilancia encubierta e interferencia de la propiedad, Código de Práctica Revisado, de conformidad con la sección 71 de la Ley de Regulación de Poderes de Investigación de 2000"  donde sugiere en el capítulo 7, página 61 que;
"Bases generales de la actividad legal".
7.1 Las autorizaciones previstas en el artículo 5 de la Ley de 1994 o en la Parte III de la Ley de 1997 deberán solicitarse siempre que los miembros de los servicios de inteligencia, la policía, los servicios de policía, el Organismo contra la Delincuencia Grave y Organizada (SOCA), el Organismo Escocés de Lucha contra la Delincuencia y las Drogas (SCDEA), el Servicio de Impuestos y Aduanas de Su Majestad (HMRC) o la Oficina de Comercio Justo (OFT), o las personas que actúen en su nombre, realicen entradas o intervenciones en bienes o en telégrafos inalámbricos que de otro modo serían ilegales.
7.2 A los efectos del presente capítulo, se entenderá que la "interferencia en la propiedad" incluye la entrada o la interferencia en la propiedad o en la telegrafía inalámbrica.
Ejemplo: El uso de un dispositivo de vigilancia para proporcionar información sobre la ubicación de un vehículo puede entrañar cierta interferencia física con ese vehículo, así como una actividad de vigilancia dirigida posterior. Esa operación podría autorizarse mediante una autorización combinada de interferencia de la propiedad (en virtud de la Parte III de la Ley de 1997) y, cuando proceda, de vigilancia dirigida (en virtud de la Ley de 2000). En este caso, la necesidad y la proporcionalidad del elemento de interferencia en la propiedad de la autorización tendría que ser considerada por el funcionario autorizado apropiado por separado a la necesidad y la proporcionalidad de la obtención de información privada por medio de la vigilancia dirigida.
Esto puede interpretarse en el sentido de que la colocación de un rastreador en un vehículo sin el consentimiento del propietario es ilegal a menos que se obtenga la autorización del Comisario de Vigilancia con arreglo a las leyes de la RIPA de 2000. Dado que un miembro del público no puede obtener tales autorizaciones, es por lo tanto una interferencia ilícita de la propiedad.
Otra interpretación es que es ilegal hacerlo si se actúa bajo la instrucción de una autoridad pública y no se obtiene la autorización. La legislación no hace mención de la injerencia en la propiedad para nadie más.
Actualmente no existe ninguna legislación que se ocupe del despliegue de rastreadores en sentido penal, salvo la ley RIPA 2000, y esa ley sólo se aplica a los organismos y personas mencionados en ella.

## Utilización en la comercialización
En agosto de 2010, la empresa brasileña Unilever realizó una promoción inusual en la que se colocaron rastreadores GPS en cajas de Omo detergente para ropa. Los equipos rastreaban a los consumidores que compraban las cajas de detergente hasta sus casas, donde se les entregaba un premio por su compra. La compañía también lanzó un sitio web (en portugués) para mostrar la ubicación aproximada de las casas de los ganadores.